# Martin Benson
Martin Benson (* 10. August 1918 in London; † 28. Februar 2010 in Markyate, Hertfordshire, England in Buckinghamshire) war ein britischer Schauspieler.

## Leben
Martin Benson begann seine Schauspielkarriere 1948 mit dem Spielfilm The blind Godess von Harold French. Im Jahr darauf spielte er eine kleine Rolle in Alfred Hitchcocks Filmdrama Sklavin des Herzens. Eine weitere kleine Rolle hatte er in Sir Walter Scotts Ritterfilm Ivanhoe – Der schwarze Ritter. Bis Mitte der 1950er Jahre spielte er meist so kleine Rollen, dass er nicht im Abspann genannt wurde. Bedeutende Nebenrollen hatte er 1956 an der Seite von Yul Brynner und Deborah Kerr im oscarprämierten Musical Der König und ich sowie in dem Genreklassiker Gorgo (1961). In den 1960er Jahren wirkte er ebenfalls in einer Reihe erfolgreicher Filmproduktionen mit, darunter der Monumentalfilm Cleopatra, der James-Bond-Film Goldfinger sowie Ein Schuß im Dunkeln aus der Pink-Panther-Reihe.
Zu seinen Fernsehauftritten gehörten Gastrollen in Serien wie Simon Templar und Die Profis; zudem spielte er in der BBC-Produktion von Per Anhalter durch die Galaxis den Vogonen Prostetnic Vogon Jeltz. Seinen letzten Auftritt hatte er im Alter von 86 Jahren in der britischen Fernsehserie Casualty.

## Filmografie (Auswahl)
- 1949: Sklavin des Herzens (Under Capricorn)
- 1951: Geheimdienst schlägt zu (I’ll Get You for This)
- 1952: Ivanhoe – Der schwarze Ritter (Ivanhoe)
- 1955: Eine Frau kommt an Bord (Passage Home)
- 1955: Doktor Ahoi! (Doctor at Sea)
- 1956: 23 Schritte zum Abgrund (23 Paces to Baker Street)
- 1956: Der König und ich (The King and I)
- 1958: Der Spion mit den zwei Gesichtern (The Two-Headed Spy)
- 1960: Exodus
- 1961: Schöne Witwen sind gefährlich (Five Golden Hours)
- 1961: Gorgo
- 1962: Die Bande des Captain Clegg (Captain Clegg)
- 1963: Cleopatra
- 1963–1967: Simon Templar (The Saint; Fernsehserie, 3 Folgen)
- 1964: Deine Zeit ist um (Behold a Pale Horse)
- 1964: Ein Schuß im Dunkeln (A Shot in the Dark)
- 1964: James Bond 007 – Goldfinger (Goldfinger)
- 1965: Blonde Fracht für Sansibar (Mozambique)
- 1965: Geheimauftrag für John Drake (Danger Man; Fernsehserie, 1 Folge)
- 1966: Willkommen, Mister B. (A Man Could Get Killed)
- 1968: The Champions (Fernsehserie, 1 Folge)
- 1972: Papst Johanna (Pope Joan)
- 1973: Gene Bradley in geheimer Mission (The Adventurer; Fernsehserie, 1 Folge)
- 1973: Kein Pardon für Schutzengel (The Protectors; Fernsehserie, 1 Folge)
- 1976: Mohammed – Der Gesandte Gottes (The Message)
- 1976: Das Omen (The Omen)
- 1976: Thriller (Fernsehserie, 1 Folge)
- 1977: Die Onedin-Linie (The Onedin Line; Fernsehserie, 1 Folge)
- 1978: Simon Templar – Ein Gentleman mit Heiligenschein (Return of the Saint; Fernsehserie, 1 Folge)
- 1978: Die Profis (The Professionals; Fernsehserie, 1 Folge)
- 1980: Die Seewölfe kommen (The Sea Wolves)
- 1981: Die unglaublichen Geschichten von Roald Dahl (Tales of the Unexpected; Fernsehserie, 1 Folge)
- 1981: Der Fluch der Sphinx (Spinx)
- 1981: Per Anhalter durch die Galaxis (The Hitchhiker’s Guide to the Galaxy; Fernsehserie, 2 Folgen)
- 1989: The Bill (Fernsehserie, 1 Folge)
- 1999: Die Asche meiner Mutter (Angela’s Ashes)
- 2005: Casualty (Fernsehserie, 1 Folge)